# 袁沅玉
袁沅玉（英語：Yuki Yuen Yuen Yuk，1994年11月10日—），是香港的新聞從業員，曾經是無綫電視無綫新聞台高級主播和專題組記者，現職是安老集團市場推廣及公關 以及 香港電台第五台《香江暖流》電台節目主持。

## 簡歷
袁沅玉小學就讀樂善堂楊仲明學校、美國約克維爾高中（Yorkville High School），回港就讀仁濟醫院羅陳楚思中學，曾經擔任學生會副主席。大學就讀香港浸會大學傳理及影視學院新聞系（廣播新聞），獲第三屆香港浸會大學新聞系校友優秀作品獎學金，期間參與浸會大學基督徒樂隊擔任鼓手。另外，透過Rockschool Hong Kong考獲流行鼓八級資格。
2017年夏季於有線新聞任職實習記者（至Fit男女組、國際新聞組、港聞組），再做港聞組記者（2017-2018），2018年6月正式加入無綫新聞擔任新聞台主播。同年12月開始主持天氣報告。
2019年與前香港天文台助理台長梁榮武主持《武測天》，同年8月升任為高級主播一年後年拍攝節目《抗疫攻略》、《抗疫手冊》。
2021年與前香港特區政府發展局及民政事務局常任秘書長楊立門主持《唱歌學英文》，同年8月下旬調任為專題節目組記者，曾任《無耆不有》，《星期日檔案》，《時事多面睇》，《新聞透視》，《財經透視》記者。由於無線新聞台的離職潮，同年11月至12月曾再次兼任無線新聞台高級主播，翌年2月起再次兼任天氣報告主持。
2022年，首次主持《2022財經大事回顧》，《樓市點睇》
2022年，獲「紐約電視電影節優異獎」社會實況紀錄片組別《無耆不有: 以老護老》
2023年1月1日，首次主持翡翠台星期六、日《晚間新聞》。
2023年1月8日，首次主持《財經透視》。
2023年1月10日，首次主持翡翠台《午間新聞》。
2023年，獲「恒大商業新聞獎」最佳商業新聞報道獎金獎《財經透視﹕夜經濟》
2023年5月26日，在社交帳戶正式宣布離開效力五載的無綫新聞。
2023年加入安老集團紫雲間，擔任市場推廣及公共傳訊。
2025年2月3日，加入香港電台第五台電台節目《香江暖流》（節目會在11:00至12:00時於港台電視31同步直播）。

## 傳聞
網上一直流傳袁沅玉是無綫新聞部助理總經理袁志偉的姪女，不過並未能夠證實到其真確性，而在2023年6月父親節，袁沅玉在Instagram發文「解開謎底」，以Hashtag標註「不是姪女」。

## 資料來源
1. ↑  . www.rthk.hk.   [2025-01-27] （中文（香港））.
2. ↑  . 参数|title=值左起第14位存在換行符 (帮助)
3. ↑  趙允琳. . 2019-07-24  [2020-09-18]. （原始内容存档于2020-03-28）.
4. ↑  . 2023-06-20  [2023-06-22]. （原始内容存档于2023-06-23）.
5. ↑  . 香港01. 2023-06-21  [2023-06-22].
6. ↑  胡凱欣. . 2022-04-28  [2023-07-26]. （原始内容存档于2023-07-26）.

## 外部連結
- 袁沅玉的Instagram帳戶